# Abacaria beroni
Abacaria beroni là một loài Trichoptera trong họ Hydropsychidae. Chúng phân bố ở miền Australasia.